# Vallée de Chasca
Chasca Vallis
Pour les articles homonymes, voir Chasca.
La vallée de Chasca (désignation internationale : Chasca Vallis) est une vallée située sur Vénus dans le quadrangle de Mylitta Fluctus. Elle a été nommée en référence au nom quechua de la planète Vénus.